# Panara
Pour la langue parlée au Brésil, voir Panará.
Genre
Panara est un genre d'insectes lépidoptères de la famille des Riodinidae qui résident en Amérique du Sud.

## Dénomination
Le nom Panara leur a été donné par Edward Doubleday en 1847.

## Liste des espèces
- Panara aureizona Butler, 1874; présent au Brésil
- Panara jarbas (Drury, 1782); présent au Brésil
- Panara ovifera Seitz, 1913; présent au Brésil
- Panara soana Hewitson, 1875; présent au Brésil
- Panara phereclus (Linnaeus, 1758); présent en Guyane, en Guyana, en Bolivie, au Brésil et au Pérou.

### Source
Panara sur funet